# Francisco Barreto
Pour les articles homonymes, voir Barreto.
Francisco Barreto (ou Francisco de Barreto), né en 1520 à Faro et mort le 9 juin 1573 au Mozambique, est un gouverneur portugais des Indes (1555-1558) et vice-roi des Indes portugaises. 

## Biographie
Il arrive en 1547 à Goa et devient vice-roi en 1555 après la mort de Pedro de Mascarenhas. Il participe aux persécutions contre Luís de Camões. 
De retour à Lisbonne en 1559, il est nommé au Mozambique la même année. Ce fut sous ses ordres que les portugais commencèrent la conquête du Monomotapa (1569).